# Богдан-Зиновий Хмельницкий (фильм)
«Богдан-Зиновий Хмельницкий» (укр. Богдан-Зиновій Хмельницький) — украинский художественный фильм режиссёра Николая Мащенко, снятый на киностудии им. А. Довженко в 2006 году по заказу Министерства культуры и искусств Украины.
Последняя картина режиссёра Мащенко.
В основе картины — тяжёлый и трагический момент освободительной борьбы под предводительством гетмана Войска Запорожского Богдана Хмельницкого.

## Сюжет
В 1648 году гетман Украины Богдан Хмельницкий начал национально-освободительную войну против польской неволи. Битвы и победы Хмельницкого под Жёлтыми водами, Корсунем, Пилявцами над сильнейшей на то время страной потрясли Европу. Спасая страну от казацкого наступления, король объявил тотальную мобилизацию. Две армии — польская и украинская — скрестили мечи в битвах под Збаражем и Берестечком…

## В ролях

### В главных ролях
- Владимир Абазопуло — Зиновий-Богдан Хмельницкий, гетман Украины (роль дублирует Александр Груздев)
- Денис Кокарев — Алексей Михайлович Романов, царь Московский (роль дублирует Александр Коврижных)
- Сергей Джигурда — Ян Казимир, король Польский (роль дублирует Сергей Чонишвили)
- Билял Билялов — Ислам-Гирей, хан Крымский (роль дублирует Андрей Бархударов)
- Виктор Кручина — Иеремия Вишневецкий, князь (роль дублирует Юрий Меншагин)
- Николай Боклан — Данила Нечай, полковник (роль дублирует Никита Прозоровский)
- Виталий Розстальный — коронный гетман Станислав Потоцкий
- Лилия Кузнецова
- Анатолий Чумаченко
- Ирма Витовская
- Тарас Денисенко — Станислав Морозенко, полковник
- Михаил Конечный
- Остап Ступка — Тимош Хмельницкий, сын гетмана (роль дублирует Андрей Бархударов)
- Елена Стогний — Анна Золотаренко, первая жена гетмана (роль дублирует Елена Борзунова)
- Марина Ягодкина — шляхтянка Елена Чаплинская, вторая жена Богдана Хмельницкого (роль дублирует Ольга Зверева)
- Валерий Шептекита — мастер-бандурист (роль дублирует Андрей Ярославцев)
- Алексей Вертинский — казацкий полковник (роль дублирует Никита Прозоровский)
- Георгий Хостикоев — шляхтич, влюблённый в Елену
- Георгий Морозюк — Ясинский
- Сергей Романюк

### В ролях
- Давид Бабаев — польский пан
- Ирина Барда
- Андрей Баса — польский гонец
- Александр Безсмертный
- Александр Белина
- Николай Бутковский
- отец Гурий
- В. Добрынин
- Олег Драч — Дубровский
- Елена Еременко — пани Остророг
- Валерий Зайцев
- Николай Записочный
- Енвер Ибрагимов
- Николай Карцев
- Владимир Коляда
- Константин Костышин
- А. Кравченко
- Сергей Кучеренко
- Дмитрий Лаленков
- Валерий Легин — шляхтич на пиру
- Василий Мазур
- Олег Масленников
- Л. Микитенко
- Юрий Мысенков
- Валерий Неведров
- Александр Никитин
- Николай Олейник — полковник Морозенко
- Ирина Поплавская — Варка
- Владимир Пшеничный
- Виктор Сарайкин
- Ахтем Сейтаблаев
- Сергей Сивохо — полковник Заславский
- Вячеслав Сланко
- Олег Цёна — Адам Кисель
- Пётр Черный
- Владислав Черняков
- Евгений Шах
- Анатолий Ященко

### В эпизодах
- Владимир Зозуля
- Максим Кондратюк — казацкий полковник
- Сергей Коршиков
- Андрей Мороз
- Сергей Сипливый — ксёнз

## Съёмочная группа
- Авторы сценария:
  - Андрей Яремчук
  - Николай Мащенко
- Режиссёр-постановщик: Николай Мащенко
- Оператор-постановщик: Сергей Борденюк
- Художник-постановщик: Виталий Ясько
- Художники по костюмам:
  - Алла Сапанович
  - Алла Шестеренко
- Художники-гримёры:
  - Василий Горкавин
  - Сергей Дубина
  - Геннадий Алфёров
- Композитор: Михаил Чембержи
- Режиссёр монтажа: Евгения Русецкая
- Военные консультанты:
  - генерал-полковник В. Можаровский
  - полковник И. Фёдоров
  - полковник Ю. Чудовский
- Национальный заслуженный академический симфонический оркестр Украины
  - Дирижёр: Владимир Сиренко
  - Солист-бандурист: Тарас Силенко
- Национальная заслуженная академическая капелла Украины «Думка»
- Директора картины:
  - Николай Феденко
  - Лариса Халяпина
  - Татьяна Богач

### Группа дубляжа
На русский язык фильм дублирован в 2007 году на студии «Санатек».
- Режиссёр дубляжа: Наталья Артёмова
- Звукооператор: Пётр Смирнов
- Звукорежиссёр перезаписи: Анатолий Борандорф